# Жилино (деревня, городской округ Солнечногорск)
Жилино — деревня в Московской области России. Входит в городской округ Солнечногорск, относится к территориальному управлению Андреевка в рамках администрации городского округа. Население — 44 чел. (2010).

## География
Расположена на северо-западе Московской области, в южной части городского округа, на Большом кольце Московской железной дороги (одноимённая платформа), рядом с Пятницким шоссе Р111, примерно в 21 км к югу от центра города Солнечногорска, у границы с Истринским районом. Ближайшие населённые пункты — деревни Голубое, Жилино и Марьино.

## История
В 1994 — 2005 годах деревня входила в Соколовский сельский округ Солнечногорского района. С 2005 до 2019 года Жилино включалось в городское поселение Андреевка Солнечногорского муниципального района , с 2019 года стало относиться к территориальному управлению Андреевка в рамках администрации городского округа Солнечногорск. 
В Солнечногорском районе было три деревни с названием Жилино, эта и ещё одна входили в состав городского поселению Андреевка, третья — в сельское поселение Лунёвское. После преобразования района в городской округ и ликвидации сельских поселений постановлением губернатора Подмосковья 1 ноября 2019 года эта деревня осталась единственной в городском округе.

## Население
| 2002 | 2010 |
| ---- | ---- |
| 71   | ↘44  |